# ワシントン郡 (ユタ州)
ワシントン郡（英: Washington County）は、アメリカ合衆国ユタ州の南西隅に位置する郡である。人口は18万0279人（2020年）。郡庁所在地はセントジョージ市（人口7万2897人）であり、同郡で人口最大の都市である。1852年に設立され、郡名は第1代アメリカ合衆国大統領ジョージ・ワシントンに因んで名付けられた。ワシントン郡はアメリカ合衆国の郡の中でも雇用機会の成長率では第5位になっている。ワシントン郡の全体はセントジョージ大都市圏に属している。

## 地理

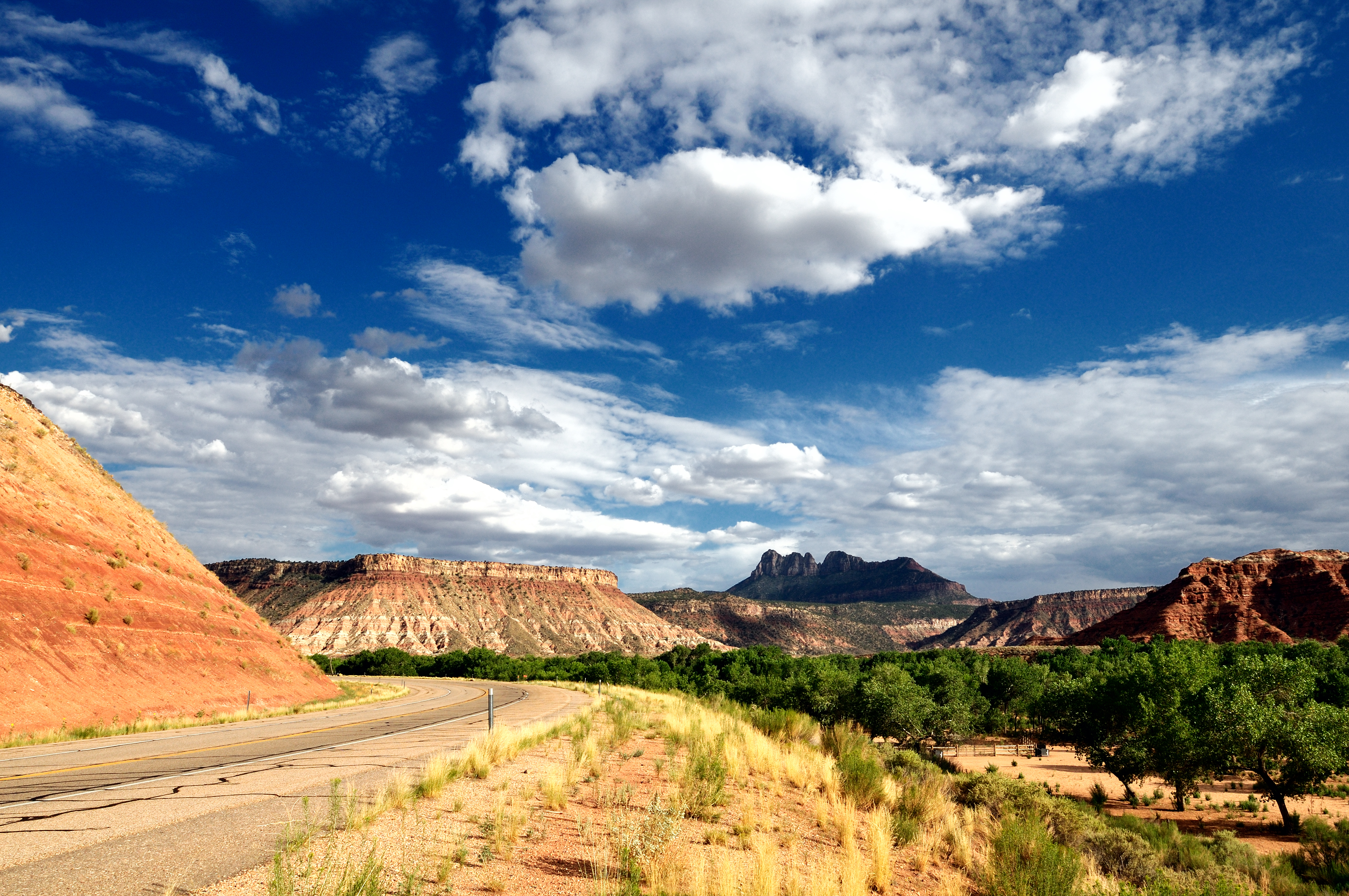
ザイオン国立公園に続く道路

アメリカ合衆国国勢調査局に拠れば、郡域全面積は2,430平方マイル (6,300 km2)であり、このうち陸地は2,427平方マイル (6,290 km2)、水域は3平方マイル (7.8 km2)で水域率は0.13％である。標高は2,178フィート (664 m) から10,194フィート (3,107 m) まで変化している。ユタ州の最低地点が郡内のビーバーダム水域にあり、その水は季節によってユタ州内とアリゾナ州に流れている。
郡内にはマウンテン・メドウズと呼ばれる昔のスペイン人が使った道に沿った地域がある。ザイオン国立公園が郡東部にある。

### 隣接する郡
- アイアン郡 - 北
- ケーン郡 - 東
- モハーヴェ郡 (アリゾナ州) - 南
- リンカーン郡 (ネバダ州) - 西

### 高規格道路
- 州間高速道路15号線
- ユタ州道9号線
- ユタ州道17号線
- ユタ州道18号線
- ユタ州道59号線

### 国立保護地域
- ディキシー国立の森（部分）
- ザイオン国立公園（部分）

## 教育
ワシントン郡教育学区が管轄する初等・中等学校に加えて、セントジョージにはディキシー・ユタ州立カレッジがあり、ハリカン市にも分校がある。

## 人口動態
以下は2010年国勢調査による人口統計データである。
| 基礎データ - 人口: 90,354人 - 世帯数: 29,939 世帯 - 家族数: 23,442 家族 - 人口密度: 14人/km2（37人/mi2） - 住居数: 36,478軒 - 住居密度: 6軒/km5（15軒/mi2） 人種別人口構成 - 白人: 93.57% - アフリカン・アメリカン: 0.21% - ネイティブ・アメリカン: 1.47% - アジア人: 0.45% - 太平洋諸島系: 0.42% - その他の人種: 2.24% - 混血: 1.65% - ヒスパニック・ラテン系: 5.23% 年齢別人口構成 - 18歳未満: 31.2% - 18-24歳: 11.6% - 25-44歳: 22.4% - 45-64歳: 17.8% - 65歳以上: 17.0% - 年齢の中央値: 31歳 - 性比（女性100人あたり男性の人口） - 総人口: 97.3 - 18歳以上: 94.4 | 世帯と家族（対世帯数） - 18歳未満の子供がいる: 37.1% - 結婚・同居している夫婦: 67.6% - 未婚・離婚・死別女性が世帯主: 8.0% - 非家族世帯: 21.7% - 単身世帯: 17.5% - 65歳以上の老人1人暮らし: 8.9% - 平均構成人数 - 世帯: 2.97人 - 家族: 3.36人 収入と家計 - 収入の中央値 - 世帯: 37,212米ドル - 家族: 41,845米ドル - 性別 - 男性: 31,275米ドル - 女性: 20,856米ドル - 人口1人あたり収入: 15,873米ドル - 貧困線以下 - 対人口: 11.2% - 対家族数: 7.7% - 18歳未満: 14.6% - 65歳以上: 4.2% |

## 都市と町

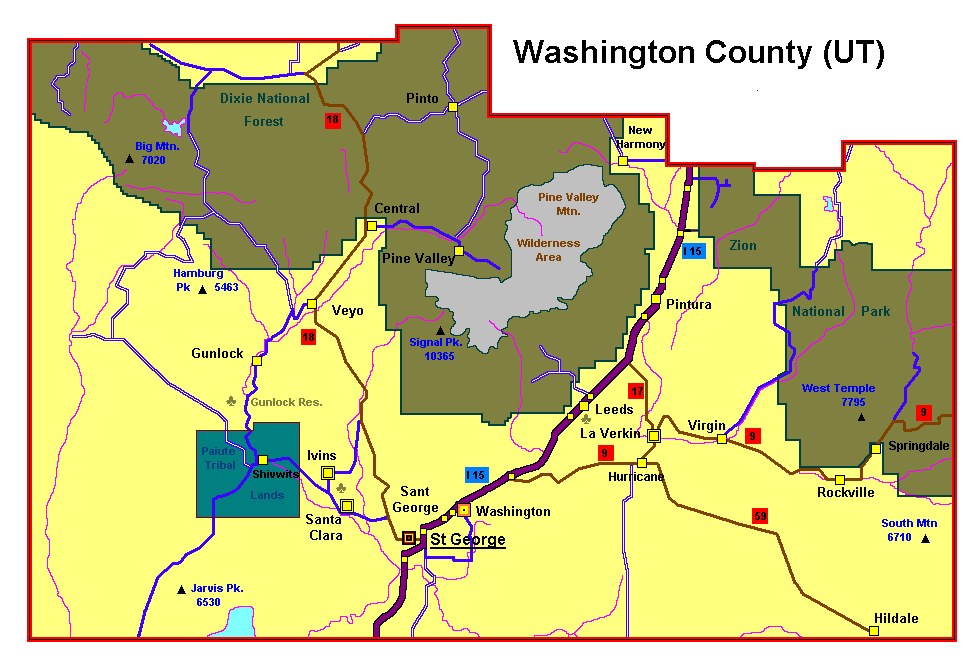
郡の地図

- セントジョージ - 郡庁所在地
- アップルバレー
- セントラル
- ダメロンバレー
- エンタープライズ
- ガンロック
- ヒルデール
- ハリカン
- アイビンズ
- ラバーキン
- リーズ
- ニューハーモニー
- パインバレー
- ピントゥラ
- ロックビル
- サンタクララ
- スプリングデール
- トーカービル
- ベヨ
- ヴァージン
- ワシントン

## ゴーストタウン
| - アドベンチャー - ダンカンズリトリート - グラフトン - ハリスバーグ - ヒーバービル | - ヘブロン - ノーソップ - ピント - シルバーリーフ - ショーンズバーグ |